# Demetriusz Paleolog (syn Andronika II)
Demetriusz Paleolog (gr.) Δημήτριος Ἄγγελος Δούκας Παλαιολόγος (ur. ok. 1295, zm. po 1343) – syn cesarza bizantyńskiego Andronika II Paleologa i jego drugiej żony Jolanty z Montferratu.  

## Życiorys
Urodził się około 1295 jako najmłodszy z synów Andronika II. W 1304 odbył misje poselską do Serbii. W okresie wojny domowej w Bizancjum (1321-1328) pomiędzy Andronikiem II a jego wnukiem Andronikiem III stanął po stronie ojca. W latach 1327–1328 był gubernatorem Tesaloniki. Zmuszony do ucieczki do Serbii powrócił do Konstantynopola po ostatecznym zwycięstwie Andronika III. W 1336/1337 został oskarżony o spiskowanie przeciwko cesarzowi. Po 1343 roku brak o nim wiadomości. Zasłynął też jako teolog. Jego żoną była Teodora Komnena. Jego córka Irena poślubiła Mateusza Kantakuzena.